# Dewi Ayu Agung Kurniayanti
Dewi Ayu Agung Kurniayanti (* 12. November 1994) ist eine indonesische Sprinterin, die sich auf die 400-Meter-Distanz spezialisiert.

## Sportliche Laufbahn
Erste internationale Erfahrungen sammelte Dewi Ayu Agung Kurniayanti bei den Asienspielen im heimischen Jakarta, bei denen sie im Einzelbewerb über 400 Meter mit 56,09 s in der ersten Runde ausschied und mit der indonesischen 4-mal-400-Meter-Staffel disqualifiziert wurde. Im Jahr darauf belegte sie bei den Südostasienspielen in Capas in 55,82 s den fünften Platz und erreichte mit der Staffel in 3:45,01 min Rang vier.
2017, 2018 und 2019 wurde Kurniayanti indonesische Meisterin im 400-Meter-Lauf sowie 2017 auch über 200 Meter.

## Bestleistungen
- 200 Meter: 24,57 s (−0,2 m/s), 6. Dezember 2017 in Jakarta
- 400 Meter: 55,55 s, 24. September 2016 in Bogor